# False Flag (série télévisée)
False Flag (Kfulim en hébreu כָּפוּלים) est une série télévisée israélienne créée, coécrite et coproduite par Amit Cohen, Maria Feldman et Leora Kamenetzky; réalisée par Oded Ruskin et Oded Raz; diffusée depuis le 29 octobre 2015 sur Aroutz 2,.
Son titre anglais, False Flag, est la locution américaine qui, en polémologie, désigne les opérations sous faux pavillon. En France et en Suisse la série est diffusée sur Canal+ depuis le 7 janvier 2016,.

## Synopsis
Première saison
Dans un hôtel de Moscou, des individus enlèvent le ministre de la défense iranien. Les caméras de surveillance en témoignent. Les autorités russes accusent le Mossad d'avoir organisé l'opération et désignent cinq Israéliens comme étant les auteurs de l'enlèvement. Le service de sécurité intérieure israélien, le Shin Bet, hérite de l'affaire. Les cinq suspects vivent à Tel Aviv et découvrent avec effarement leurs visages dans les journaux télévisés. En apparence innocents, leurs comportements les trahissent. Un enquêteur du Shin Bet, Eitan Kopel, est chargé de l'affaire.
Deuxième saison
Une explosion se produit lors de l'inauguration de l’oléoduc reliant Israël à la Turquie. Le Mossad, chargé de mener l'enquête, accrédite la thèse du sabotage et identifie trois suspects (Amir, Anat et Dikla). La ministre des Infrastructures et de l'Énergie, blessée lors de l'explosion, est convaincue qu'il s'agit d'un attentat du Hezbollah. Eitan Kopel, Un ex-agent du Shin Bet devenu agent du Mossad, est chargé de l'affaire.
Troisième saison
Les employés d'une entreprise high-tech israélienne sont victimes d'un empoisonnement lors d’une fête dans un hôtel de Chypre. Le logiciel de renseignement israélien identifie trois suspects possibles, l’inspecteur Eitan Koppel est envoyé pour enquêter. Il découvre rapidement qu'il est étroitement lié au PDG de la société et à sa femme. Bien que la police chypriote conclut à une attaque terroriste, Eitan a des doutes.

## Distribution

### Acteurs principaux
- Mickey Leon (VF : Thierry Hancisse) : Eitan Kopel - Chef de l'équipe d'enquête du Shin Bet et ancien agent du Mossad. (depuis la saison 1)
- Ishai Golan (VF : Bernard Gabay) : Ben "Benny" Raphaël - Un chimiste et un père de famille, un Israélien de nationalité grecque. (saison 1)
- Magi Azarzar :  Natalie Alfassia - Une mariée le jour de son mariage, une Israélienne de nationalité française. (saison 1)
- Ania Bukstein : Asia Brindich - Une enseignante de maternelle, une Israélienne de nationalité russe. (saison 1)
- Angel Bonanni (VF : Axel Kiener) : Sean Tilson - Un Israélien avec la double nationalité néerlandaise, est revenu en Israël après des vacances en Inde. (saisons 1 et 2)
- Orna Salinger : Emma Lipman - Nouvelle citoyenne israélienne avec la double nationalité britannique. (saison 1)
- Moris Cohen : Eli Mazor (saisons 1 et 2)
- Sergey Bukhman : Alex (saisons 1 et 2)
- Yiftach Klein (VF : Jonathan Amram) : Sagi Kedmi (saison 2)
- Neta Riskin : Anat Kedmi (saison 2)
- Yousef Sweid (VF : Valéry Schatz) : Amir Cohen (saison 2)
- Hanna Azoulay Hasfari : Miriam Levi (saison 2)
- Ori Yaniv : Amit (depuis la saison 2)
- Hani Furstenberg :  Joan 'Jo' Berger (saison 2)
- Moran Rosenblatt (VF : Christine Braconnier): Dikla Levi (saison 2)
- Lihi Kornowski : Mika Arazy (saison 2)
- Yoram Toledano : Yosef Levi (saison 2)
- Amnon Wolf : Kochavi (saison 3)
- Lena Fraifeld : Anna Yudovsky (saison 3)
- Yoav Levi : Avi (saison 3)
- Judith Mergui : Simone (saison 3)
- Alma Keni : Sagit (saison 3)

### Acteurs récurrents
- Morris Cohen (VF : Loïc Houdré) :  Eli Mazor  - enquêteur du Shin Bet
- Hezi Saddik : Sayag
- Sergey Bukhman (VF : Sébastien Desjours) : Alex Feldman - enquêteur du Shin Bet
- Shmil Ben Ari : Gafni (saison 1)
- Avigail Ariely : Efrat - la femme de Ben (saison 1)
- Roy Assaf :  Yuval - le fiancé de Natalie (saison 1)
- Yigal Naor : Gabi (saison 1)

Version française
(saison 1)
- Société de doublage : MediaDub International
  - Direction artistique : Nathalie Reigner
  - Adaptation des dialogues : Chantal Carrière et Marie-Agnès Desplaces

(saison 2)
- Société de doublage : Libra Films
  - Direction artistique : Roland Timsit
  - Adaptation des dialogues : Franck Hervé et Aurélia Mathis

(saison 3)
- Société de doublage : iYuno-SDI Group Paris
  - Direction artistique : Roland Timsit et David Ajchenbaum
  - Adaptation des dialogues : Aurélia Mathis, Félicy Seurin et Julia Roche

## Fiche technique
- Titre original : Kfulim
- Titre international : False Flag
- Création : Maria Feldman et Amit Cohen (saison 1), Leora Kamenetzky (saisons 2 et 3)
- Réalisation : Oded Ruskin (saisons 1 et 2) et Oded Raz (saison 3)
- Producteurs : Maria Feldman, Liat Benasuly et Tamir Kfir
- Société de production : Keshet International, Tender Productions (saison 1), Masha Productions (saison 2), Spiro Films (saison 3)
- Scénario : Amit Cohen (saison 1), Leora Kamenetzky (saisons 2 et 3)
- Musique : Gilad Benamram

## Épisodes

### Première saison (2015)
1. Présumés suspects
2. Interrogatoire amical
3. Liaisons dangereuses
4. Opération Natalie
5. Enquête parallèle
6. Vide juridique
7. Faisceau d'indices
8. La fin justifie les moyens

### Deuxième saison (2018-2019)
1. Disparitions suspectes
2. Recherches actives
3. Résidences surveillées
4. Mauvaises rencontres
5. Incompréhension générale
6. Décodage en cours
7. Agents dormants
8. Sans ménagement
9. Témoins gênants
10. Instinct maternel

### Troisième saison (2022):Enquête toxique
1. Épisode 1
2. Épisode 2
3. Épisode 3
4. Épisode 4
5. Épisode 5
6. Épisode 6
7. Épisode 7
8. Épisode 8

## Inspiration
La série, pour la première saison, s'inspire librement d'un fait réel : l'assassinat de Mahmoud al-Mabhouh en 2010.